# Жак-Энтони
Жак Э́нтони Ме́ньшиков (род. 31 января 1992, Вологда, Россия), более известный как Жак-Э́нтони — российский рэпер, режиссёр и дизайнер. Основатель бренда одежды Paradigma.
Выступал под псевдонимом Dxn Bnlvdn (читается как «Дон Бенладен»), самой известной работой в этот период был видеоклип «Ветхозаветный» (2014 год).
23 октября 2015 года вышел дебютный студийный альбом Жака-Энтони «Бездыханным». В записи одноимённого трека принимал участие Oxxxymiron. 27 мая 2016 года Энтони выпустил второй альбом под названием «Дориан Грей». 30 октября 2017 года артист выпустил третий студийный альбом — «DoroGo».

## Ранние годы
Родился 31 января 1992 года в Вологде. В 1996 году, когда Жаку было 4 года, его мать Симона «Йёри» Маканда (Тсати-Массимина) вышла замуж за Андрея «Лигалайза» Меньшикова, и они всей семьёй отправились жить в Республику Конго.
В 1997 году, после начала гражданской войны в Конго, вместе с отчимом вернулся в Россию. Жил в московском районе Медведково, мама осталась на родине. Решил стать музыкантом наблюдая за карьерой отчима. Учился в школе № 686 («Класс-центр»), которую покинул после года обучения.
Начал интересоваться хип-хопом в возрасте 9 лет, тогда же записал первый зарифмованный текст. В 2004 году вместе с матерью переехал в Санкт-Петербург. С 11 лет периодически пел в хоре. В возрасте 14 лет начал писать и исполнять рэп-музыку, примерно в это же время познакомился с 11-летним будущим рэпером Yung Trappa.
В 15 лет Жак-Энтони по настоянию матери улетел в Африку, где пошёл в школу и попал в дурную компанию. Жак год прожил у тёти; его дядя — генеральный директор нефтяной компании. В Африке Меньшиков, наблюдая за жизнью своих родственников, сильно заинтересовался понятием «красивой жизни»: тогда он на примере своего дяди, который до становления директором компании около 10 лет играл с джаз-бэндом на саксофоне в барах, понял, что человек может всё.
До 10-го класса был отличником, а в 11-м вновь принялся за написание музыки — как тогда он считал, уже серьёзно. С трудностями сдал ЕГЭ. Поссорившись с матерью, Жак уехал в Москву и поступил в РУДН на кафедру политических наук. По словам Меньшикова, учёба давалась ему легко, хоть он и не был на ней сконцентрирован: ничего не учил, не появлялся на занятиях и вёл праздный образ жизни. В итоге, как вспоминает сам Жак, он бросил учёбу и по собственному желанию отправился служить в армию. Меньшиков провёл год в ракетных войсках стратегического назначения в Иваново и уволился в звании ефрейтора.
Вернувшись из армии, принялся за активное написание музыки.

## Музыкальная карьера
На старте карьеры Жак делал песни, часто меняя свои артистические псевдонимы. Под именем A.M.Faya в 2013 году выпускает два микстейпа серии «Пламенный Тони». В то время Энтони работал с T.A. Inc — объединением, где состоял Yung Trappa.
2 декабря 2013 года как Dxn Bnlvdn выпускает видеоклип «Day After Day». 24 февраля 2014 Dxn Bnlvdn выпустил микстейп Molly Cyrus, который был записан, со слов исполнителя, за 9 часов.

### 2014—2015: «Бездыханным»
20 апреля 2014 года выходит клип Jacques Anthony «#Подомной». 7 июля состоялся релиз мини-альбома Dxn Bnlvdn «Хватит вопросов».
В ноябре 2014 года Жак перезапустил проект Dxn Bnlvdn, куда он, с его же слов, вылил весь свой негатив и всю злобу. 5 декабря выходит клип и сингл «Ветхозаветный». 9 декабря Dxn выпускает мини-альбом «Жить и делать». 11 декабря — клип «На стадионы». 18 декабря публикуется клип на ремикс песни «Chiraq».
14 января 2015 года Дон Бенладен переиздаёт микстейп Molly Cyrus, который получил ремастеринг. В этот же день выпускается промо-видео «Self Made».
2 апреля 2015 года Жак делает релиз видео «С улиц» в поддержку микстейпа #NoName. В марте Энтони конфликтует с L’One по поводу того, кто первый принёс дэб в Россию. 30 апреля 2015 года Жак выпускает микстейп #NoName. Жак-Энтони: «У меня определённое количество старого хлама, не очень приятного для меня материала, но это всё равно проделанная работа, так что лучше я её сейчас солью. Чтобы потом показать более серьёзный материал».
2 августа выходит записанный с одного дубля клип «Созвездие монстра», в котором Жак читает рэп на фоне автобуса с логотипом Reigun Records. За несколько дней до этого рэпер попал в больницу с ранениями, полученными после драки с шумевшими во дворе дома Энтони «морячками», которых тот попросил вести себя потише.
12 августа состоялся выход совместной песни Жака-Энтони и Oxxxymiron «Бездыханным», которая стала первым синглом с его грядущего альбома. 31 августа Жак-Энтони выпускает промо-видео «Бездыханным»: в видео хоть и показывается фигура Oxxxymiron, который участвует в оригинальной песне, но тут его куплет не звучит.
5 сентября был опубликован клип «Полёт» при участии Aedee и Fed’l (aka C4). 24 сентября выходит клип «Бог не простит», 14 октября — «Делай как надо» (сам артист считает эту песню самой примитивной из того, что он когда-либо делал). 23 октября 2015 года выходит дебютный студийный альбом Жака-Энтони «Бездыханным». Впоследствии The Flow внёс пластинку в топ-33 лучших отечественных записей, а rap.ru — в топ-20.
29 октября состоялся релиз клипа «Сигналы». 18 ноября Жак сделал релиз видеоприглашения «Фейерверк». 15 декабря вышел клип «Выдыхаю дым». 25 декабря 2015 года выходят мини-альбом Жака «Тот самый негр» и клип «Вверх». 29 декабря вышел совместный трек со Смоки Мо «Директор».

### 2016—2020: «Дориан Грей», «DoroGo», «ЛЮЛИ», «Дориан Грей 2: Дорога в Мачу-Пикчу»
8 февраля 2016 года вышел клип «Ад это мы». 14 февраля выходит песня «В ванной». 14 апреля выходит сингл «Давай взорвём», участие в котором принимает Брутто Каспийский. 22 апреля Жак выпустил песню «Как у акулы».
5 мая 2016 года вышел клип «Падший». 11 мая в блоке «Острый репортаж» программы «Вечерний Ургант» рэпер объяснил, что не видит настоящего творчества без боли и всё его творчество основано на боли. 18 мая состоялся релиз сингла «Дориан Грей», а 27 мая 2016 года Жак выпускает свой второй альбом, получивший название «Дориан Грей. Том I». Песню «Подарок» из этого релиза сам артист называет одной из самых тяжело давшихся ему.
8 июня Жак выпускает видеоприглашение «Фейерверк» (альтернативная версия). 17 июня выходит совместная песня Жака и Slim «Делай, что должен»: изначально композиция должна была попасть на «Дориан Грей. Том I», но не вписалась в концепцию альбома. 26 августа Тони высказал недовольство фактом не ожидаемого им слива демо-версии песни «Послание» с Птахой, отметив при этом отсутствие какой-либо этики в среде русского рэпа.
15 сентября состоялся релиз клипа «Тот самый негр». 4 ноября 2016 года вышло делюкс-издание альбома «Бездыханным», а 10 декабря Жак выпустил первый сингл с альбома «Дориан Грей. Том II» — «Сатурн».
23 декабря 2016 года вышел совместный проект Жака и Миши Малиновского, объединённый под названием «Зебра» — это мини-альбом из 5 песен.
23 января 2017 года Жак-Энтони выпустил видеоклип на песню «Наш район», которая послужила саундтреком для фильма «Притяжение»; сама же песня вышла 20 января. 24 марта вышла совместная песня Энтони и Хамиля «Чёрным по белому».
14 апреля 2017 года Жак-Энтони выпустил промежуточный — между двумя частями «Дориана Грея» — мини-альбом под названием «Любой ценой».
23 мая 2017 года вышел совместный клип Жака и PlinOfficial «24/7». 30 мая состоялся выход клипа «Мой мир».
11 октября 2017 года выпустил под своим новым лейблом Flava клип «Дорого», с переименованного на «DoroGo» третьего студийного альбома.
30 октября 2017 года Жак Энтони представил свой новый проект «DoroGo», который стал сиквелом альбома «Дориан Грей: Том 1». В альбом вошло 15 сольных треков.
В марте 2018 года вышел EP с хит-синглом «Люли». Трек попал в ротацию радиостанций России и СНГ. Песня звучала на крупных open-air фестивалях Rhymes Show, Маятник Фуко, VK FEST, а также на фестивале ЖАРА в Баку.
В октябре 2018 года вышел альбом в трёх частях «Дориан Грей 2: Дорога в Мачу-Пикчу», состоящий из 19 треков. Он был дополнен тремя постепенно портящимися портретами исполнителя в качестве обложек. Первая часть альбома сопровождалась перформансом на Кузнецком мосту в Москве, где в режиме реального времени зритель мог наблюдать не только за созданием портрета Жака, но и за его дальнейшей порчей насекомыми, кровью и краской. Продюсерами данного альбома выступили ThinAl Beats и Aywa Beats.
7 июня 2019 года вышел 5 студийный альбом под названием «Jaws», состоящий из 13 треков. В его записи приняли участие Aywa, Atikin и Azizi Gibson. Ранее Azizi Gibson приезжал в Россию в апреле 2019 года с несколькими концертами.
5 июля 2019 года спустя месяц после выхода пластинки состоялась премьера трека «Парусный корабль».
27 сентября 2019 года вышел альбом «Jaws 2», перенявший звучание первой части.
14 февраля 2020 года у рэпера вышел мини-альбом «Winter Sadness». В него вошло 6 треков, существенно отличающихся от привычного звучания исполнителя. Практически все песни на EP имеют личные тексты и лирическое настроение.

## Личная жизнь
Разведён с Оксаной Меньшиковой (мать дочери). Есть дочь Мишель (род. 14 июля 2013).

## Дискография
| Студийные альбомы - 2015 — «Бездыханным» - 2016 — «Дориан Грей. Том 1» - 2017 — «DoroGo» - 2018 — «Дориан Грей. Том 2: Дорога в Мачу-Пикчу» - 2019 — «JAWS» - 2019 — «JAWS 2» - 2021 — «Lilium» Мини-альбомы - 2014 — «Хватит вопросов» - 2014 — «Жить и делать» - 2015 — «Тот самый негр» - 2016 — «ЗЕ5РА» (в составе дуэта «3е5ра») - 2017 — «Любой ценой» - 2018 — «Люли» - 2019 — «ЗЕ5РА II» (совместно с Мишей Малиновским) - 2020 — «winter sadness» Микстейпы - 2013 — «Пламенный Тони» - 2013 — «Пламенный Тони II» - 2014 — Molly Cyrus - 2015 — #NoName | - 2012 — Jessie Pinkman (микстейп Yung Trappa) - 2013 — #NeoNarciss (микстейп Kadis) - 2014 — Jewellers (совместный микстейп PlinOfficial, Hiway & Spai White P) - 2015 — Zloi Tape 3 (сборник Zloi Negr) - 2015 — «Кто, если не мы» (мини-альбом группы Fam47) - 2016 — Killa Verse (микстейп PlinOfficial) - 2016 — King Midas (микстейп Porchy) - 2016 — Alfv (альбом Пики) - 2016 — Keepittrill (микстейп C4) - 2016 — «Бодрый» (альбом Зануды) - 2016 — Up in Smoke (мини-альбом PlinOfficial) - 2017 — «День третий» (альбом Смоки Мо) - 2017 — «Тага» (альбом Aedee) - 2017 — «ДНК Бога» (альбом Angie Force) - 2017 — «Дэйви Джонс» (совместный сингл с ARS-N) - 2017 — «Кхалиси» (совместный сингл с Jambazi & ARS-N) - 2019 — «Отклонение» (совместный сингл с Loqiemean) - 2019 — «Край рая» (альбом Джигана) - 2019 — «Fetish 2» (альбом Marco-9) - 2021 — «Con Dios» (альбом Marco-9) |